# Gabriele Burgstaller
Gabriele Burgstaller (Penetzdorf/Niederthalheim, Felső-Ausztria, 1963. május 23. –)  szocialista politikus (SPÖ). 2004 és 2013 között Salzburg tartomány kormányzója (Landeshauptfrau).